# قرعة صغيرة
قرعة صغيرة قرية سوريّة تتبع إداريّاً لمحافظة حلب منطقة منبج ناحية أبو قلقل، بلغ تعداد سكانها 1,012 نسمة حسب التعداد السكاني لعام 2004.